# PDC Europe
Die Professional Darts Corporation Europe (kurz PDC Europe; bis 2009 German Darts Corporation (GDC)) ist ein professioneller Dartverband, der Mitte 2006 von Werner von Moltke jun. gegründet wurde. Von Moltke besitzt die alleinigen Vermarktungsrechte der Professional Darts Corporation (PDC) für Deutschland, Österreich und die Schweiz.

## Ziele
Der Verband hat sich zum Ziel gesetzt, den Dartsport in Deutschland zu fördern und durch mehr Fernsehübertragungen sowie bessere Preisgelder auf den Turnieren eine Basis für eine professionelle Ausrichtung des Sports zu bieten.

## Veranstaltungen
Die bisher größte Veranstaltung war das „Meet the Power II - Road to Purfleet“ Turnier, das am 27. November 2006 in Geiselwind stattfand und bei dem der Gewinner Anton Pein eine Wildcard für die PDC World Darts Championship 2007 in Purfleet erhielt. Bei diesem Turnier waren sowohl der 16-fache Weltmeister Phil Taylor als auch die zwischenzeitliche Nummer 1 der PDC Rangliste Colin Lloyd anwesend.
Im Jahr 2007 veranstaltete die German Darts Corporation drei PDC-Turniere in Deutschland, wobei eines davon ein so genanntes PDC-Major-Turnier mit insgesamt 100.000 Euro Preisgeld war. Bei den beiden anderen Turnieren handelte es sich um so genannte PDPA Players Championships mit jeweils 30.000 Euro Preisgeld.
Zusätzlich rief die PDC Europe eine eigene Rangliste ins Leben. Die vier bestplatzierten dieser Rangliste, die nicht schon anderweitig qualifiziert waren, erhielten bis einschließlich 2017 einen Startplatz für die PDC-Weltmeisterschaft.
Seit 2012 wird die European Darts Tour ausgetragen. Die Anzahl der jährlichen Turniere steigerte sich kontinuierlich von anfänglich 5 auf 13 in der Saison 2019. Seit 2016 nehmen die besten 32 Spieler der aus dieser Tour gebildeten Rangliste an der European Darts Championship teil.

### Next Gen
Mit der PDC Europe Next Gen wird seit 2024 eine Turnierserie durchgeführt, die sich an jüngere und Amateur-Dartspieler im deutschsprachigen Raum richtet. Diese besteht aktuell aus 15 Turnieren und ermöglicht die Qualifikation für verschiedene Turniere wie z B. die PDC Europe Super League.